# جون ميلر (صحفي)
جون ميلر (بالإنجليزية: John Miller) هو صحفي أمريكي، ولد في 1958.